# دانشگاه فنی براونشوایگ
دانشگاه فنی براونشوایگ (به آلمانی: Technische Universität Braunschweig) یک دانشگاه تحقیقاتی دولتی در برانشوایگ واقع در ایالت نیدرزاکسن آلمان است که در سال ۱۷۴۵ میلادی تحت عنوان Collegium Carolinum تأسیس شده‌است. دانشگاه فنی برانشوایگ قدیمی‌ترین دانشگاه صنعتی در آلمان است و عضو انجمن TU9 می‌باشد که متشکل از ۹ دانشگاه فنی برتر آلمان است. این دانشگاه در رشته‌های مختلف در میان دانشگاه‌های برتر مهندسی در آلمان قرار دارد و خانه چندین برنده جایزه نوبل بوده است.

## تاریخچه
در سال ۱۸۹۴ دوک Carolo - Wilhelmina رئیس دانشگاه فنی براونشوایگ را دریافت کرد. ۱۹۰۹ اجازه عمومی برای ثبت نام زنان در برانشویگ صورت گرفت.

در روزهای اولیه از رژیم نازی نزدیک به ۲۰ درصد THبرانشویگ برای ساخت و تولید هواپیما مشغول به کار شدن که در سال ۱۹۴۴ در جریان بمباران هوایی برانشویگ از بین رفتند. در سال ۱۹۷۲ علوم کامپیوتر در دانشگاه فنی براونشوایگ برای اولین بار در نیدرزاکسن تدریس شد.
در سال ۱۹۸۷، Biozentrum جدید افتتاح شد. 

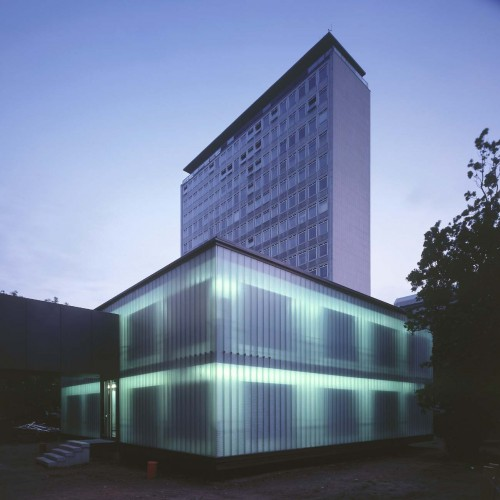
ساختمان مرکزی دانشگاه براونشوایگ

## دانشجویان
در ترم تابستان سال۲۰۱۶ ۰ م. در حدود ۱۹۵۰۰ دانشجو در این دانشگاه مشغول به تحصیل بوده‌اند؛ که از این تعداد ۲۳۹۳ نفر خارجی بودندو ازلحاظ اعداد دانشجو سومین دانشگاه دراستان نیدرزاکسن بعد از دانشگاه گوتینگن و دانشگاه هانوفراست.

تعداد ۷۹۸۲ نفر دانشجویان رشته مهندسی مکانیک بودند.

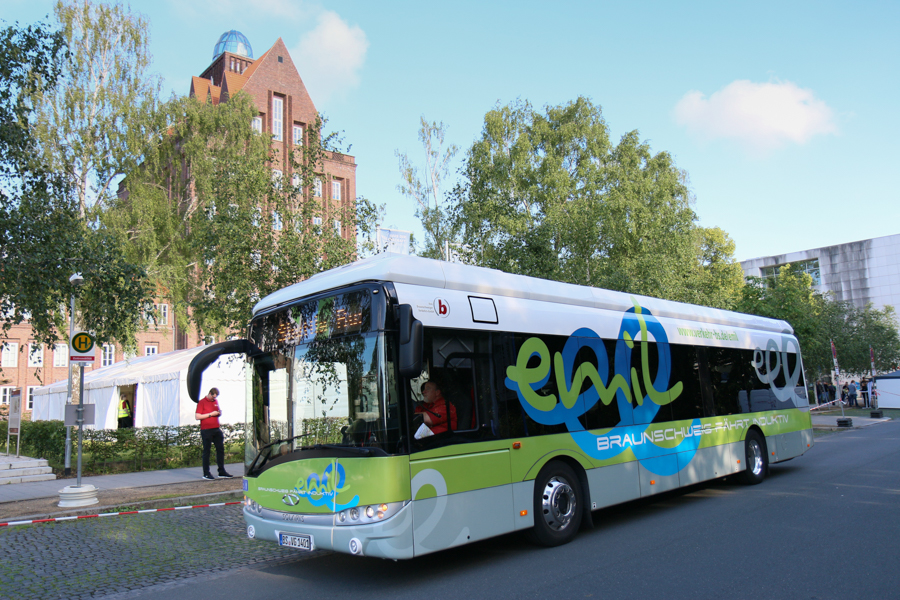
اتوبوس برقی طراحی دانشگاه براونشوایگ

در این دانشگاه پروفسور دکتر رضا اصغری، پروفسور دکتر علی الهام , دکتر محسن افشاریان، دکتر حسام الدین صفری بایگانی‌شده  در ۶ مارس ۲۰۱۹ توسط Wayback Machine، دکتر مهدی معبودی، مهندس بهار ,و تعداد ۱۹۴ نفر دانشجو دکترا و ۵۱ نفر دانشجو مستر و ۴۶ نفر دانشجو لیسانس ایرانی مشغول به تحصیل هستند.

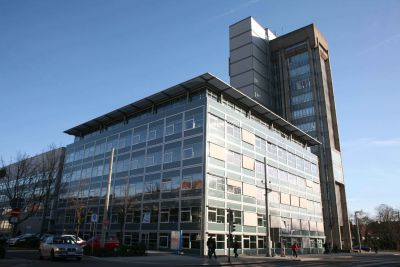
دانشکده انفورماتیک دانشگاه

## مراکز
مرکز تحقیقات خودرو و وسایل نقلیه نیدرزاکسن

برنامه‌های تحقیقاتی از مرکز تحقیقات خودرو در مورد اتومبیل متروپولیتن با تمرکز بر توسعه فناوری‌های مربوط به خودرو و مدل استفاده از پایدار دیدار با الزامات تحرک فردی در مراکز شهری می‌باشد.

" وسایل نقلیه انتشار کم "، " مفاهیم خودرو انعطاف پذیر و تولید خودرو " و همچنین " مدیریت تحرک " تیم‌های تحقیقاتی میان رشته‌ای "وسایل نقلیه هوشمند"، چه باعث می‌شود
مجتمع سیستم‌های زیست‌شناسی برانشویگ (BRICS)

مرکز پژوهش‌های مشترک زیست‌شناسی عفونت اسهال (CDiff)

مرکز تحقیقات مواد و محصولات دارویی (PVZ)

مرکز تحقیقات بهینه‌سازی ریاضی

توسعه نرم‌افزار حل‌کننده بهینه‌سازی عدد صحیح سریع می‌باشد.

مرکز تحقیقات نیدرزاکسن برای حمل و نقل هوایی (NFL)

در مرکز تحقیقات نیدرزاکسن برای حمل و نقل هوایی، دانشگاه فنی برانشویگ، مرکز هوا و فضا (DLR) فرودگاه برانشویگ برنامه‌های تحقیقاتی هماهنگ در زمینه مهندسی هوا فضا است.

مؤسسه فناوری ذرات

فعالیت‌های تحقیقاتی موضعی در زمینه‌های سنگ زنی، تکنولوژی فرمولاسیون، نانوذرات و نانوکامپوزیت، مهندسی فرایند باتری، مواد فله‌ای و گرانول ماده

مؤسسه تکنولوژی جوشکاری IFS

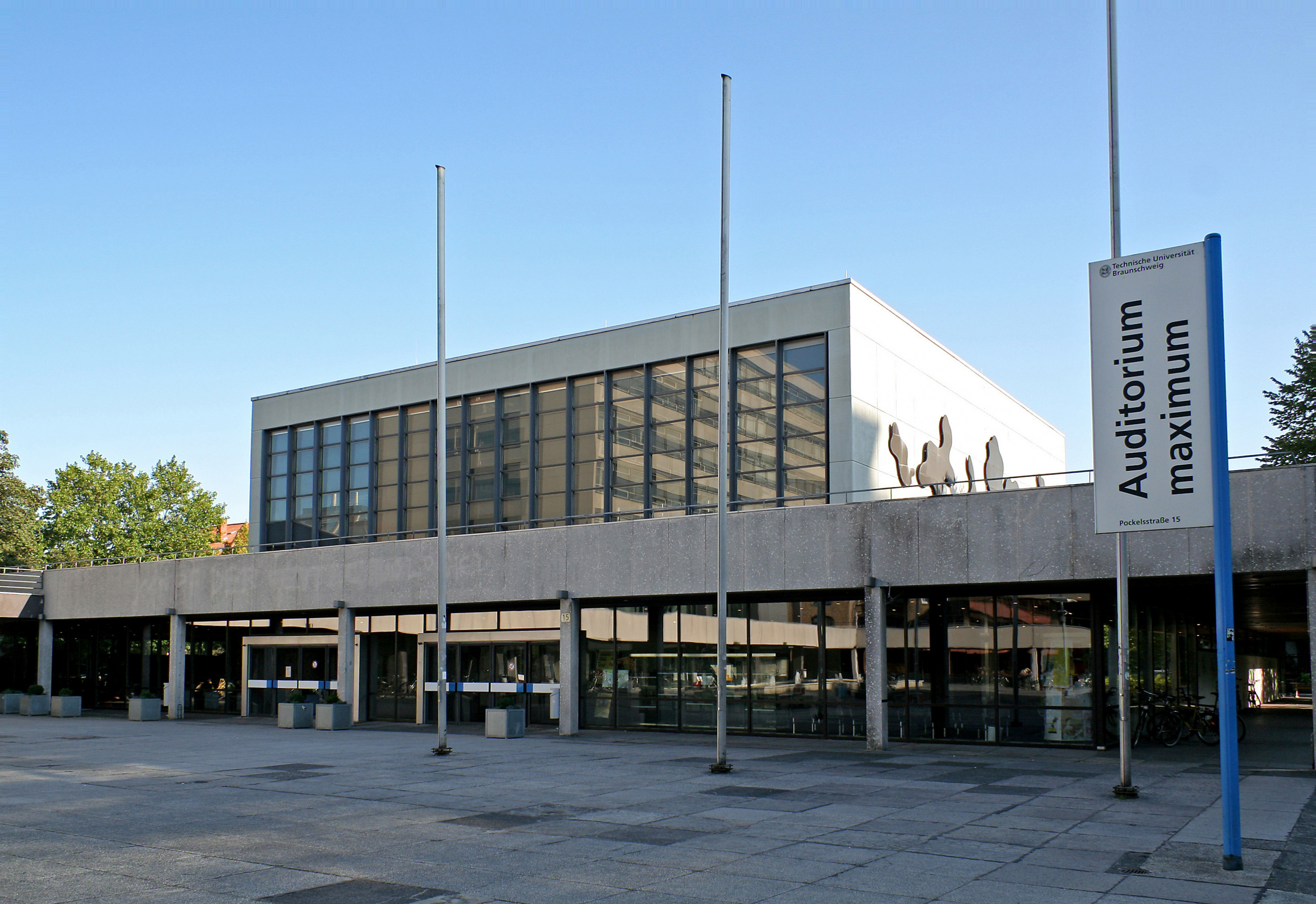
سالن اجتماعات دانشگاه براونشوایگ

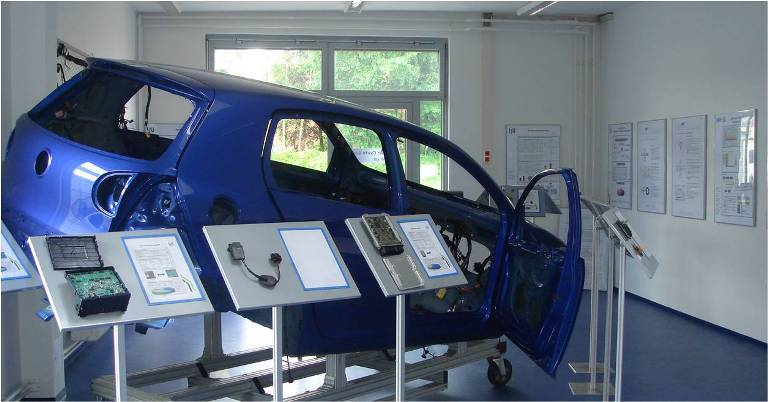
مرکز تحقیقات خودرو و وسایل نقلیه نیدرزاکسن

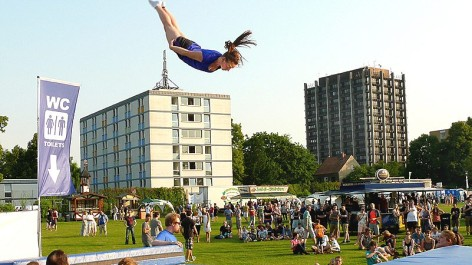
فستیوال ورزشی دانشگاه برانشویگ

مؤسسه تکنولوژی تراکتورIfF
تحقیقات درباره
- دیسک‌های هیبریدی و برقی
- شاسی و دینامیک رانندگی،
- سیستم‌های کمک راننده،
- بدنه و داخل ارگونومی،
- ارتعاشات و آکوستیک.

مؤسسه تولید تکنولوژی اندازه‌گیری (Iprom)

آموزش و پژوهش در زمینه اندازه‌گیری دقیق. زمینه‌های برنامه را می‌توان در تمام مراحل فرایند تولید محصول یافت، با شروع از توسعه و طراحی تا استفاده در سیستم‌های تولید اتوماتیک
مرکز تحقیقات آداپترونیک نیدرزاکسن

مؤسسه برای سازه‌های کامپوزیت و سیستم‌های سازگار است.
اهداف تحقیقاتی

کاهش دهنده لرزش،
کاهش سر و صدا،
شکل کنترل و موقعیت خوب و ساختار یکپارچه نظارت عضو سازه.

مرکز تحقیقات اقتصاد انرژی اروپا

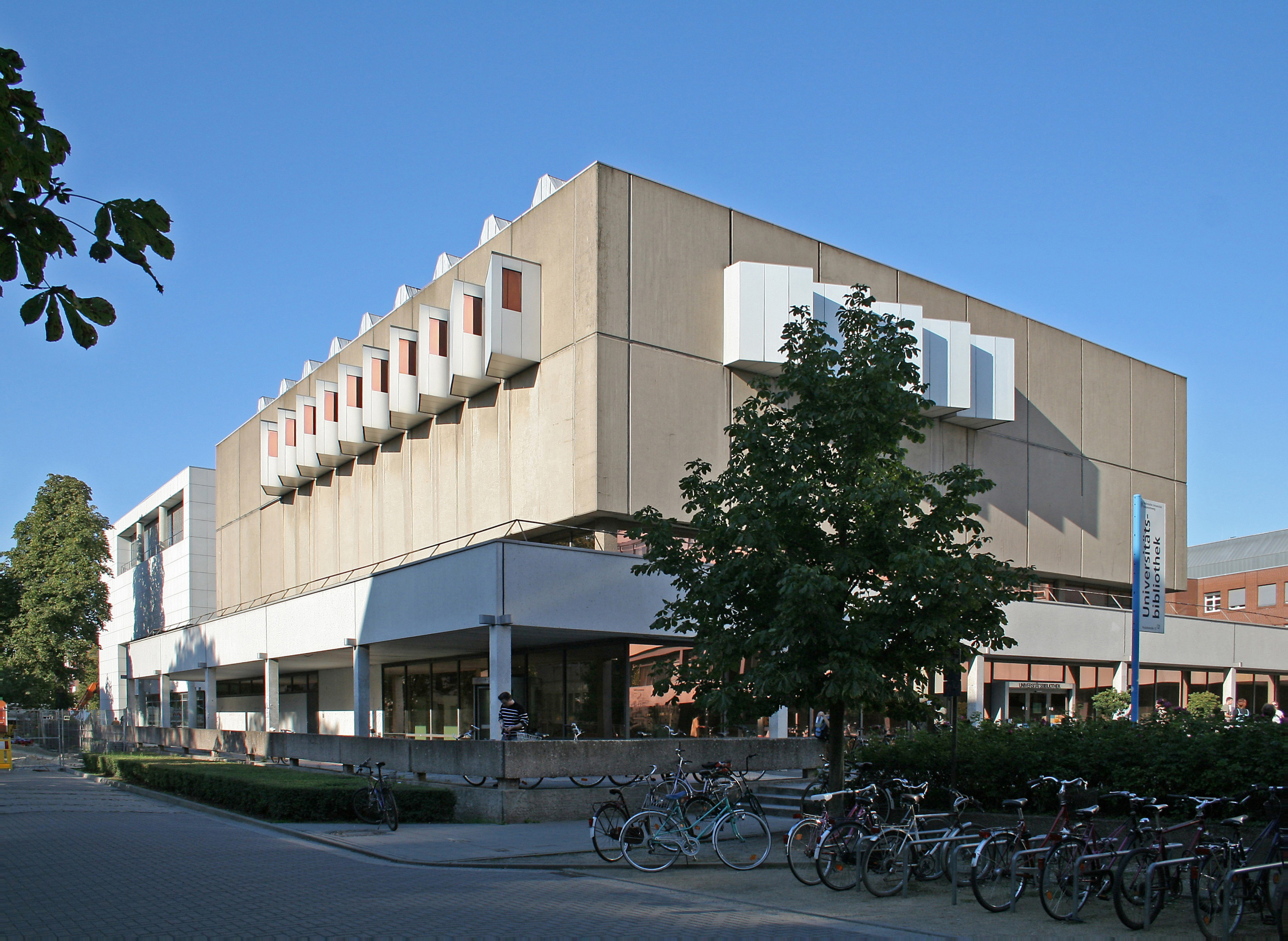
ساختمان کتابخانه دانشگاه براونشوایگ

مرکز تحقیقات مکانیک جامد نیدرزاکسن

خواص مکانیکی عضلات اسکلتی

شبیه‌سازی المان محدود بر اساس ساختار میکرو از پلیمرهای به منظور انتقال اطلاعات از سطح خرد در سطح کلان

مرکز مدیریت عملکرد نیدرزاکسن

مرکز تحقیقات زیست‌شناسی دارویی نیدرزاکسن

## پردیس‌ها
پردیس شمالیCampus Nord

در پردیس شمالی مرکز علوم انسانی از TU برانشویگ است. در سربازخانه سابق گارد مرزی فدرال در حال حاضر ۶ دانشکده و موسسات علوم انسانی و اجتماعی مستقر هستند. برخی از کتابخانه‌های خاص و همچنین به عنوان یک ساختمان سالن جدید در آن قرار دارد وجود دارد. در پشت سالن آزمایش پردیس حل و فصل موسسات مهندسی ارتباطات است. یک غرفه کوچک پردیس دانشجویی شرقی نیدرزاکسن دانشجویان و محققان فراهم می‌کند.

لانگر کمپ

دراین پردیس انستیتو جوشکاری، انستیتو علوم مواد و انستیتو آداترونیک و خوابگاه خارجیان واقع شده‌است

پردیس شرقی- Campus Ost

در پردیس شرق مرکز ورزش، مرکزIT گاوس و مرکز برق قرار دارد. در محوطه دانشگاه می‌موسسات بسیاری از دانشکده مهندسی مکانیک و مؤسسه داروسازی و برخی گروه‌ها از مهندسی عمران وجود دارد.

در انتهای این قسمت غذاخوری شماره دو قراردارد.

کتابخانه دانشگاه براونشوایگ

بالغ بر ۲٫۴۰۰٫۰۰۰ کتاب در اختیار دانشجویان می‌باشد

## دپارتمان‌ها
در دانشگاه فنی برانشویگ ۱۲۰ انستیتو در شش دانشکده قرار دارد.

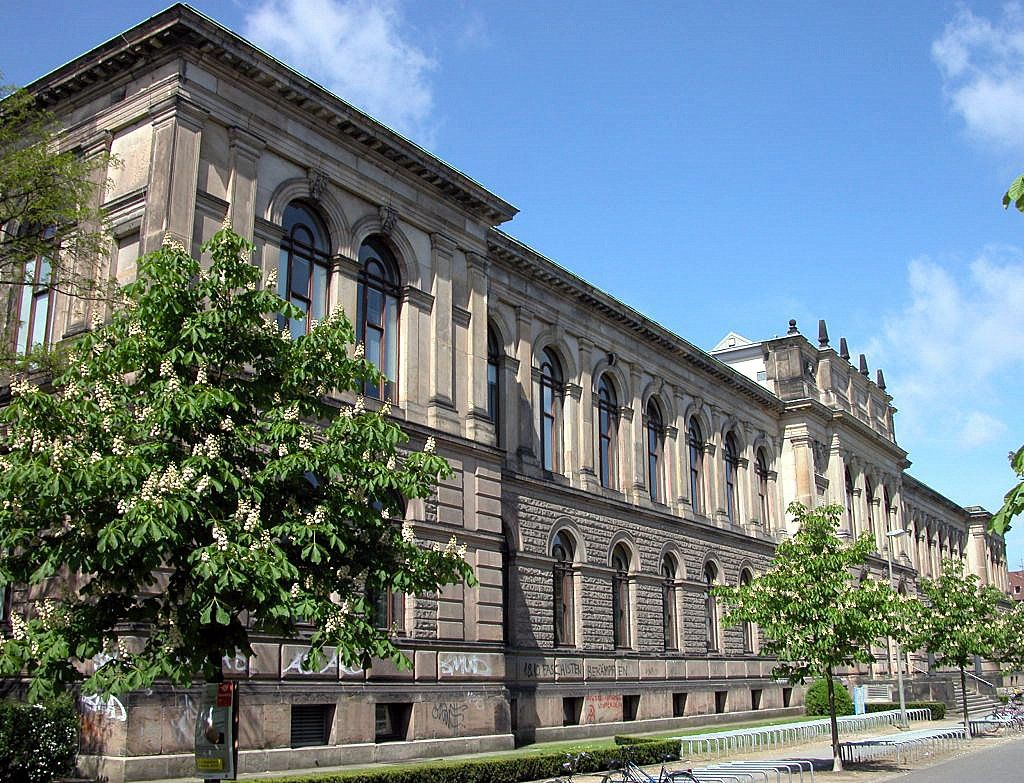
ساختمان قذیمی دانشگاه

در حال حاضر نزدیک به ۶۴ رشته آموزشی در این دانشگاه موجود است.
مدرسه کارل فردریش گاوس: دانشکده برای ریاضیات، علوم کامپیوتر، مدیریت بازرگانی، اقتصاد، و علوم اجتماعی
ریاضیات
علم کامپیوتر
مدیریت کسب و کار و اقتصاد
علوم اجتماعی
علوم زندگی
زیست‌شناسی
بیوتکنولوژی
علم شیمی
شیمی مواد غذایی
داروخانه
روان‌شناسی
معماری، مهندسی عمران، و علوم محیط زیست
معماری
مهندسی عمران،
مؤسسه فتو گرامتری و ژئودزی،
مهندسی عمران و مدیریت کسب و کار
مهندسی محیط زیست
Geoecology
مهندسی مکانیک مهندسی مکانیک (حمل و نقل هوایی، خودرو، صنعتی، انرژی و فرایند)
مهندسی مکانیک و مدیریت کسب و کار
زمین و مهندسی
مهندسی برق، فناوری اطلاعات، فیزیک
مهندسی برق
فناوری اطلاعات
فیزیک
علوم انسانی و علوم تربیتی

## مشاهیر و مفاخر
ریچارد ددکیند
کارل فریدریش گاوس
کلاوس فون کلیتسینگ برنده جایزه نوبل فیزیک
مانفرد آیگن برنده جایزه نوبل شیمی
گئورگ ویتیگ برنده جایزه نوبل شیمی
هانس فریدریش گایتل
گرهارد شرادر
ریکاردا هوخ